# BQ Волка
BQ Волка (лат. BQ Lupi) — одиночная переменная звезда в созвездии Волка на расстоянии (вычисленном из значения параллакса) приблизительно 9253 световых лет (около 2837 парсеков) от Солнца. Видимая звёздная величина звезды — от менее +16m до +14m.

## Характеристики
BQ Волка — красная пульсирующая переменная звезда, мирида (M) спектрального класса M. Эффективная температура — около 3284 K.